# Budapest XV. kerülete
Budapest XV. kerülete, azaz Rákospalota-Pestújhely-Újpalota a pesti oldal északkeleti részén fekvő kerületek egyike, a főváros északkeleti kapujaként ismert, köszönhetően az M3-as autópálya bevezető szakaszának, az M0-ás körgyűrű közelségének és a 2-es főút városi becsatlakozásának.
A kerület gazdag történelmi múlttal rendelkezik. A 19. században a Károlyi család birtokolta a területet, és gróf Károlyi István 1831-től kezdődően a birtok egyes részeit pesti polgároknak adta bérbe, akik nyaralókat, vincellérházakat és serfőzőket építettek. Az 1846-ban átadott Pest-Vác vasútvonal pedig kedvelt kiránduló- és nyaralóhellyé tette a települést, ahol a sínek mindkét oldalán impozáns villák épültek.
A kerület gazdasági jelentőségét növeli, hogy az autópályákkal való kapcsolata révén vonzóvá vált a kereskedelmi nagyberuházások számára, így számos áruház és üzlet telepedett itt le, melyek a "kereskedelem kerületévé" változtatták ezt a részt.

## Fekvése
Budapest északkeleti részén helyezkedik el. Északkeleten Fót, keleten Csömör, délkeleten a XVI. kerület, délnyugaton a XIV. kerület, nyugaton pedig a IV. kerület határolják.

### Fontosabb útjai és csomópontjai
- Az M3-as autópálya bevezető szakasza,
- a Fő út,
- a Szentmihályi út,
- a Nyírpalota út,[7]
- a Kolozsvár utca,
- a Rákos út,
- a Fő tér,
- a Hubay Jenő tér,
- a Sztárai Mihály tér
- és a Kossuth utca

Néhány főbb útvonala, mint az Árpád úti felüljáró, az Illyés Gyula utca, a Régi Fóti út és a Külső Fóti út, továbbá a Rákospalotai határút tehermentesítésére épült új út az országos közúthálózat részének tekinthető, előbbiek mint a Fóton és Veresegyházon át Galgamácsáig vezető 2102-es út fővároson belüli szakaszai, utóbbi pedig a kerületet Csömörrel összekötő 21 105-ös számú mellékút városhatáron belüli része.

## Története
A Nyír, később Palota nevű falu dombhátra épült a Szilas-patak mentén. Legrégebbi építészeti emlék az 1200-as évek körül épült templomának romjai, amelyek az 1735-ben felépített Kossuth utcai római katolikus műemléktemplom alapjainak részét képezik. Mellette egy 14-17. század között működő temetőt is sikerült feltárni. A falu első ismert birtokosa Lóránd ispán, 1347-ben választott budai bíró, kinek családja a 15. századig birtokolja Palotát, 1638-ban az Újfalusyaké lesz a falu. A törökök kiűzése és a Rákóczi-szabadságharc alatt a település többször elnéptelenedett, de mindig újra benépesült. 1749-től a galánthai Fekete család tulajdona lesz a terület, majd elszegényedésük után, a 19. század elejétől a Károlyi családé.
Számos más fővároskörnyéki település mellett 1950. január 1-jével csatolták Budapesthez Rákospalota megyei várost és Pestújhely nagyközséget, melyekből a kerület létrejött, ugyanakkor az addig Rákospalotához tartozott Istvántelek az Újpestből alakult IV. kerület része lett.
1969 és 1978 között felépült Újpalota, a főváros egyik legnagyobb lakótelepe.

## Népesség
A XV. kerület lakónépessége 2022. október 1-jén 77 091 fő volt, ami Budapest össznépességének 4,6%-át tette ki. A 2011-es népszámlálás óta 2554 fővel csökkent a kerület lakosság száma. Ebben az évben az egy km²-re jutó lakók száma, átlagosan 2862 ember volt. A XV. kerület népesség korösszetétele igen kedvezőtlen. 2022-ben a kerület lakónépességének a 12%-a 14 évnél fiatalabb, míg a 65 éven felülieké 22% volt. 2021-ben a férfiaknál 71,9, a nőknél 78,1 év volt a születéskor várható átlagos élettartam. A legmagasabb befejezett iskolai végzettség szerint az érettségi végzettséggel rendelkezők élnek a legtöbben a kerületben 27 378 fő, utánuk következő nagy csoport a diplomával rendelkezők 17 315 fővel. 2022-ben a 6 évnél idősebb népesség 87,3%-nál volt internet elérési lehetősége. A népszámlálás adatai alapján a kerület lakónépességének 12%-a, mintegy 9217 személy vallotta magát valamely kisebbséghez tartozónak. A kisebbségek közül cigány, kínai és vietnámi nemzetiségűnek vallották magukat a legtöbben.
A 19. század utolsó harmadától a XV. kerület lakosságszáma lassan növekedett, egészen 1900-ig. Az 1900-as években hatalmasat növekedett a lakosság száma, majd dinamikusan növekedett tovább a második világháborúig. A háború következtében a kerület a lakosságának a 3,1%-át veszítette el. A kerület lakossága 1970-ig gyakorlatilag stagnált, majd a 70-es években ugrásszerűen megnőtt a kerület népessége, az újpalotai lakótelep felépítése révén. A legtöbben 1980-ban éltek a kerületben 112 810 fő. A 80-as évektől, egészen napjainkig csökken a kerület népességszáma, ma már kevesebben laknak a XV. kerületben, mint 1980-ban.
A 2022-es népszámlálási adatok szerint a magukat vallási közösséghez tartozónak valló XV. kerületiek túlnyomó többsége római katolikusnak tartja magát. Emellett jelentős egyház a kerületben, még a református.

### Iskolai végzettség
| Iskolai végzettség                | Iskolai végzettség               | Iskolai végzettség | Iskolai végzettség | Iskolai végzettség |
| --------------------------------- | -------------------------------- | ------------------ | ------------------ | ------------------ |
|                                   |                                  |                    |                    | fő                 |
| Általános iskolát nem végezte el  | Általános iskolát nem végezte el |                    | 5690               | 5690               |
| Általános iskola                  | Általános iskola                 |                    | 11814              | 11814              |
| Szakmunkás                        | Szakmunkás                       |                    | 10642              | 10642              |
| Érettségi                         | Érettségi                        |                    | 27378              | 27378              |
| Diploma                           | Diploma                          |                    | 17315              | 17315              |
| A 2022. évi népszámlálás szerint. |                                  |                    |                    |                    |

A 2001-es népszámlálási adatok alapján, a XV. kerületben a legmagasabb befejezett iskolai végzettség szerint az érettségivel rendelkezők éltek a legtöbben 25 603 fővel. Második legnagyobb csoport az általános iskolai végzettséggel rendelkezőek voltak 22 594 fővel, utánuk következett az általános iskolai végzettséggel nem rendelkezők 11 525 fővel, a szakmunkás végzettséggel rendelkezők 10 388 fővel, végül a diplomával rendelkezőek 10 070 fővel.
A 2011-es népszámlálási adatok alapján, a XV. kerületben a legmagasabb befejezett iskolai végzettség szerint az érettségivel rendelkezők éltek a legtöbben 27 191 fővel. Második legnagyobb csoport az általános iskolai végzettséggel rendelkezőek voltak 16 025 fővel, utánuk következett a diplomával rendelkezők 13 483 fővel, a szakmunkás végzettséggel rendelkezők 11 772 fővel, végül az általános iskolai végzettséggel nem rendelkezők 6462 fővel.
A 2022-es népszámlálási adatok alapján, a XV. kerületben a legmagasabb befejezett iskolai végzettség szerint az érettségivel rendelkezők éltek a legtöbben 27 378 fővel. Második legnagyobb csoport a diplomával rendelkezőek voltak 17 315 fővel, utánuk következett az általános iskolai végzettséggel rendelkezők 11 814 fővel, a szakmunkás végzettséggel rendelkezők 10 642 fővel, végül az általános iskolai végzettséggel nem rendelkezők 5690 fővel.

## Jelképei
A címeren csúcsos zöld pajzstalpon, középen aranymázas búzakalásszal kettéosztott pajzsmezőben egy-egy szimmetrikusan elhelyezkedő, kifelé fordított ezüst mázas ekevas látható. A címerpajzsot jobbról olajfaág, balról cserfaág övezi.
A kerület zászlaja, illetve lobogója 2:1-arányú fekvő téglalap alapon, a zászlórúdtól kezdődően egyenlő szélességű fehér-világoskék-fehér-világoskék színnel függőlegesen csíkozott sávokból áll, amelyet a középső világoskék-fehér sávban az önkormányzat csúcsos pajzstalpon álló címere díszíti.

## Látnivalók
- Rákospalotai Múzeum

A múzeum Rákospalotán a Kossuth utcában egy városképileg védett iskolaépületben létesült 1960-ban, majd 1984-ben az épület rossz műszaki állapota miatt a múzeumot bezárták. 1991 novemberében, miután átköltöztették Pestújhelyre, újranyitott az intézmény. A gyűjtemény a területen lakó palócság néprajzi kiállítását és egy képtárat foglal magába, benne Madarász Viktor festőművész hagyatékát. 2006-tól rendszeresen otthona az évente május-június környékén megrendezett egynapos Kerti Tárlatnak, ahol a kerület neves képző- és iparművészei kiállítanak.
- Városháza a Hubay Jenő téren

A XX. század elején még kis falunak számító Rákospalotán vigadónak, szórakoztató központnak szánták az 1912-ben felépített városháza épületét. A Vigadót 1912-ben építtette Feith Gábor, egy tehetős helyi vállalkozó, aki számos nagy nevű épület, így a Közvágóhíd és a régi Fóti úti zsinagóga kivitelezője is volt. Az eredetileg szórakoztató központnak szánt épületben nyitásakor étterem, kávéház, táncterem is helyet kapott. Közigazgatási szerepét 1923-ban töltötte be először. Ezzel a község egy minden irányból jól megközelíthető, megfelelő nagyságú községházához jutott, amely azóta is otthont ad a hivataloknak. Az 1933-as, a fénykort jelentő vagyonmérleg szerint a községházán kívül mindössze egy emeletes bérház, egy leventeotthon, három üres telek, a temető és a Hősök szobra tartozott a tulajdonába. Bevételeik elég szerények voltak, legjelentősebb részét a pótadók jelentették. A második világháborút követően a községet a többi peremvidékkel együtt a fővároshoz csatolták, és a közigazgatás is központi irányításúvá vált. Néhány évvel ezelőtt felújították és bővítették az épületet, amelynek főbejárata a Bocskai utcába került át.
- Víztoronyház

Az Újpalotai Magasház kellő távlatból nézve ikon-szerűen emelkedik ki az újpalotai lakótelep öt- és tízemeletes paneljainak tengeréből. A tizennyolc emeletes torony nem csak mérete okán, hanem egyedi építészeti és mérnöki megoldásai miatt is figyelemre méltó. A hetvenes évek első felében felépült újpalotai lakótelep vízellátását ugyanis úgy tűnt a legegyszerűbbnek megoldani, hogy a maximum tízemeletesek közé építenek egy másfélszer magasabb toronyházat, a tetején víztartállyal. Az épület fiatal kora ellenére még a védetté nyilvánítása is felmerült. Ez a legmagasabb lakóház egész Budapesten,  (országosan a harmadik). Egy komplett víztorony van benne, ami azonban ma már nem működik. A generáltervező Tervezésfejlesztési és Típustervező Intézet (TTI) és a víztorony okán tervező Mélyépterv mérnökcsapata a kor jeles építészével, Tenke Tiborral egészült ki, aki az épület építészeti megjelenéséért felelt. A ház aránylag rövid idő, egy év alatt épült fel 1975-ben. A paneles építésmód miatt (is) sematikus lakótelepi házak közül már pusztán építéstechnológiája miatt is kilóg a toronyház, ugyanis csúszózsalut alkalmaztak; ez, hasonlóan a budafoki magasházakhoz, itt is egyedi megjelenést kölcsönöz, az építésmód sajátosságaiból fakadó építészeti jegyek (a házon végigfutó, függőleges pengeélek, szabadabb - esetenként íves - alaprajzi formálás, a panelhézagok elmaradása miatti egységes, monolitikus tömbszerűség) egyedi építészeti arculat megteremtésére adtak lehetőséget Tenke számára.
- Újpalotai (Rákospalotai) Hulladékhasznosító Művek

Az 1982-ben üzembe helyezett Hulladékhasznosító Mű három évtizeden keresztül megfelelt az előírásoknak. Időközben folyamatosan változtak, jelentősen szigorodtak a környezetvédelmi és energetikai követelmények, ezért szükségessé vált új füstgáztisztító berendezés létesítése és a kazánok felújítása a legkorszerűbb műszaki színvonalnak megfelelően. 2002 decemberében a tervezéssel megkezdődött Magyarország egyik legnagyobb környezetvédelmi beruházása. A fővállalkozó a német Lurgi Lentjes AG., lebonyolítója a hazai ERBE Energetika Mérnökiroda Kft. volt. A 2005-ben befejeződött rekonstrukciót követően a Mű kapacitása megnőtt, évi 420 ezer tonna kommunális hulladék termikus hasznosítását teszi lehetővé, és ezzel 13 ezer lakás fűtéséhez szükséges gőzt és 45 ezer lakás éves villamosenergia-mennyiséget állít elő.
A Fővárosi Hulladékhasznosító Mű valamennyi paraméterében, emissziós értékeiben megfelel mind a hazai, mind az Európai Uniós környezetvédelmi előírásoknak, és jelentős szerepet tölt be a hulladék energetikai hasznosítása terén.
A létesítmény területén található az Európában is egyedülálló Köztisztasági Múzeum, ahol régi korok dokumentumait, valamint köztisztasági és hulladékszállító járműveit tekinthetik meg az érdeklődők. A Fővárosi Hulladékhasznosító Mű és a Köztisztasági Múzeum előzetes bejelentkezést követően látogatható.

## Politika

### Polgármesterei
| Név | Név                    | Jelölő szervezet                      | Időszak   | Források                                 |
| --- | ---------------------- | ------------------------------------- | --------- | ---------------------------------------- |
|     | Czibik Tamás           | SZDSZ                                 | 1990–1996 | Az 1990-es választás eredményei:         |
|     | Czibik Tamás           | SZDSZ                                 | 1990–1996 | Az 1994-es választás eredményei:         |
|     | Hajdu László           | MSZP                                  | 1996–2010 | Az 1996-os időközi választás eredményei: |
|     | Hajdu László           | MSZP                                  | 1996–2010 | Az 1998-as választás eredményei:         |
|     | Hajdu László           | MSZP                                  | 1996–2010 | A 2002-es választás eredményei:          |
|     | Hajdu László           | MSZP                                  | 1996–2010 | A 2006-os választás eredményei:          |
|     | László Tamás           | Fidesz                                | 2010–2014 | A 2010-es választás eredményei:          |
|     | Hajdu László           | DK                                    | 2014–2018 | A 2014-es választás eredményei:          |
|     | Cserdiné Németh Angéla | RÁTE-Szolidaritás                     | 2018–     | A 2018-as időközi választás eredményei:  |
|     | Cserdiné Németh Angéla | DK                                    | 2018–     | A 2019-es választás eredményei:          |
|     | Cserdiné Németh Angéla | DK-Jobbik-LMP-Momentum-MSZP-Párbeszéd | 2018–     | A 2024-es választás eredményei:          |

A kerületben a rendszerváltás óta eddig kétszer kellett időközi polgármester-választást tartani, 1996-ban és 2018. szeptember 30-án. Az előbbi oka és részletes eredményei még tisztázást igényelnek, utóbbira viszont azért került sor, mert az addigi polgármester parlamenti mandátumot szerzett, ami összeférhetetlennek minősült a polgármesteri tisztséggel.

### A 2024-es önkormányzati választás eredménye
- A polgármester-választás eredménye[32]

| Jelölt neve            | Jelölő szervezet(ek) | Jelölő szervezet(ek)                                             | Szavazatok száma | Szavazatok aránya |
| ---------------------- | -------------------- | ---------------------------------------------------------------- | ---------------- | ----------------- |
| Cserdiné Németh Angéla |                      | DK – Jobbik – LMP – Zöldek – Momentum – MSZP – Párbeszéd- ZÖLDEK | 16 636           | 47,49%            |
| Lehoczki Ádám          |                      | Fidesz-KDNP                                                      | 13 149           | 37,54%            |
| Palocsai Béla          |                      | Független                                                        | 2817             | 8,04%             |
| Bartal András          |                      | Mi Hazánk                                                        | 2427             | 6,93%             |
| Összesen               |                      |                                                                  | 35 029           | 100%              |

- A képviselőtestület-választás eredménye[33]

| Párt | Párt                                                             | Mandátumok | Képviselő-testület | Képviselő-testület | Képviselő-testület | Képviselő-testület | Képviselő-testület | Képviselő-testület | Képviselő-testület | Képviselő-testület | Képviselő-testület | Képviselő-testület | Képviselő-testület | Képviselő-testület | Képviselő-testület |
| ---- | ---------------------------------------------------------------- | ---------- | ------------------ | ------------------ | ------------------ | ------------------ | ------------------ | ------------------ | ------------------ | ------------------ | ------------------ | ------------------ | ------------------ | ------------------ | ------------------ |
|      | DK – Jobbik – LMP – Zöldek – Momentum – MSZP – Párbeszéd- ZÖLDEK | 13         | P                  |                    |                    |                    |                    |                    |                    |                    |                    |                    |                    |                    |                    |
|      | Fidesz – KDNP                                                    | 4          |                    |                    |                    |                    |                    |                    |                    |                    |                    |                    |                    |                    |                    |
|      | Mi Hazánk                                                        | 1          |                    |                    |                    |                    |                    |                    |                    |                    |                    |                    |                    |                    |                    |

### Országgyűlési képviselők
A régi választójogi törvény, az 1989. évi XXXIV. törvény hatálya alatt a kerület két választókerülethez tartozott, a Budapest 6. és 23. számú választókerületekhez.
Régi Budapest 6. számú választókerület
- Török Ferenc (SZDSZ) (1990–1994)
- Kiss Péter (MSZP) (1994–2010)
- Wintermantel Zsolt (Fidesz) (2010–2014)

Régi Budapest 23. számú választókerület
- Mécs Imre (SZDSZ) (1990–1994)
- Hajdu László (MSZP) (1994–2010)
- László Tamás (Fidesz) (2010–2014)

Jelenleg a 2011. évi CCIII. törvény értelmében - a IV. kerület egyes részeivel - önálló választókerületet alkot, Budapesti 12. sz. országgyűlési egyéni választókerület néven.
- László Tamás (Fidesz) (2014–2018)
- Hajdu László (DK) (2018–2022)
- Barkóczi Balázs (DK) (2022 óta)

## Díszpolgárok és ismert személyek
A kerület díszpolgári címét 2012 óta minden év október 23-án adják át, évente legfeljebb két személynek. A cím posztumusz is adományozható.

## Kerületi média
- XVTV (kerületi televízió)
- TIZEN5 (korábbi nevén: Életképek, a kerületi önkormányzat havonta megjelenő ingyenes újsága)
- Toronyhír (újpalotai, interneten megjelenő újság )
- Helyem Házam Palotám (helytörténeti folyóirat 2015-től[38]

## Kultúra
- Művészetoktatás: 
  - Hubay Jenő Alapfokú Művészetoktatási Intézmény és Pedagógiai Szakkönyvtár
- Könyvtárak: 
  - A Fővárosi Szabó Ervin Könyvtár három kerületi tagkönyvtára
- Művelődési házak, galériák:
  - Pólus Filmszínház 
  - Csokonai Művelődési Ház (Csokonai Kulturális és Sportközpont) 
  - Palota Galéria [11]
  - Pestújhelyi Közösségi Ház 
  - Újpalotai Közösségi Ház 
  - Kozák téri Közösségi Ház 
  - Víztoronyház Műterem (VTHM/WTHA) [12]

## Testvérvárosai[39]
- Liesing, Bécs XXIII. kerülete, Ausztria
- Berlin X. kerülete, Németország
- Linyi, Kína
- Maroshévíz, Románia
- Murakirály, Horvátország
- Kassa, Szlovákia
- Obervellach, Ausztria
- Sanming, Kína
- Dabas
- Mosonmagyaróvár
- Tótszentmárton

## Képgaléria

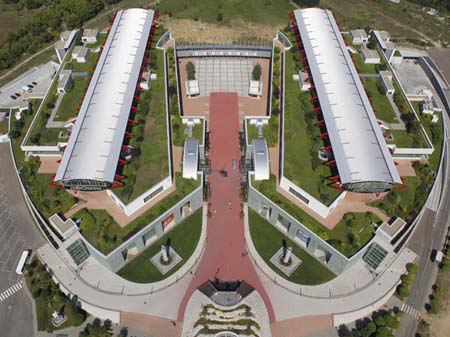
Az Ázsia center légifotója
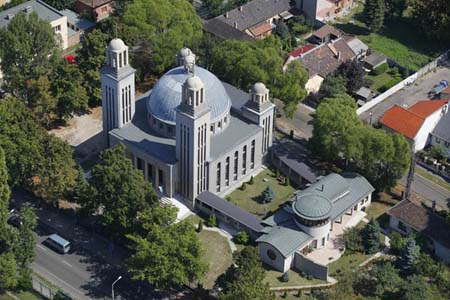
Templom madártávlatból
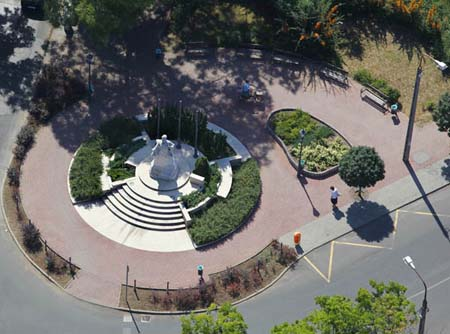
Kossuth tér
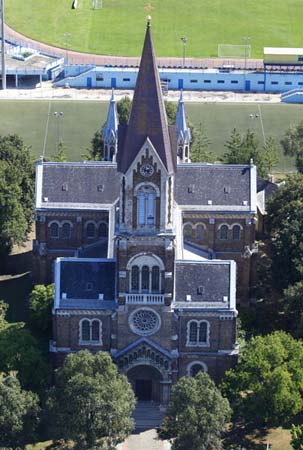
A nagytemplom a levegőből
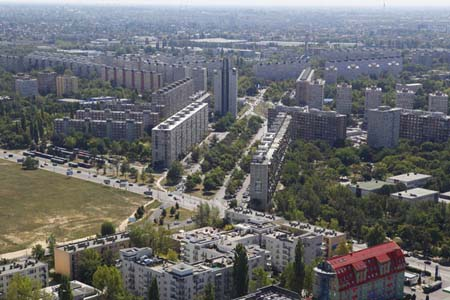
Látkép
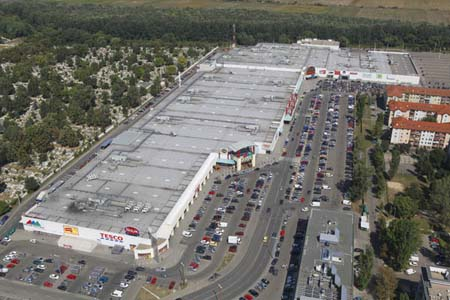
A Pólus Center
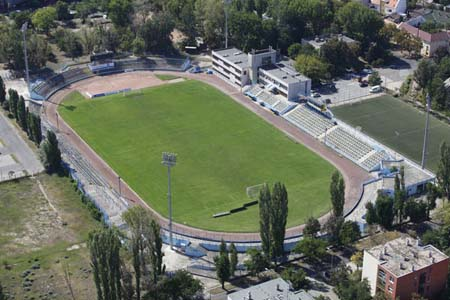
A sportpálya
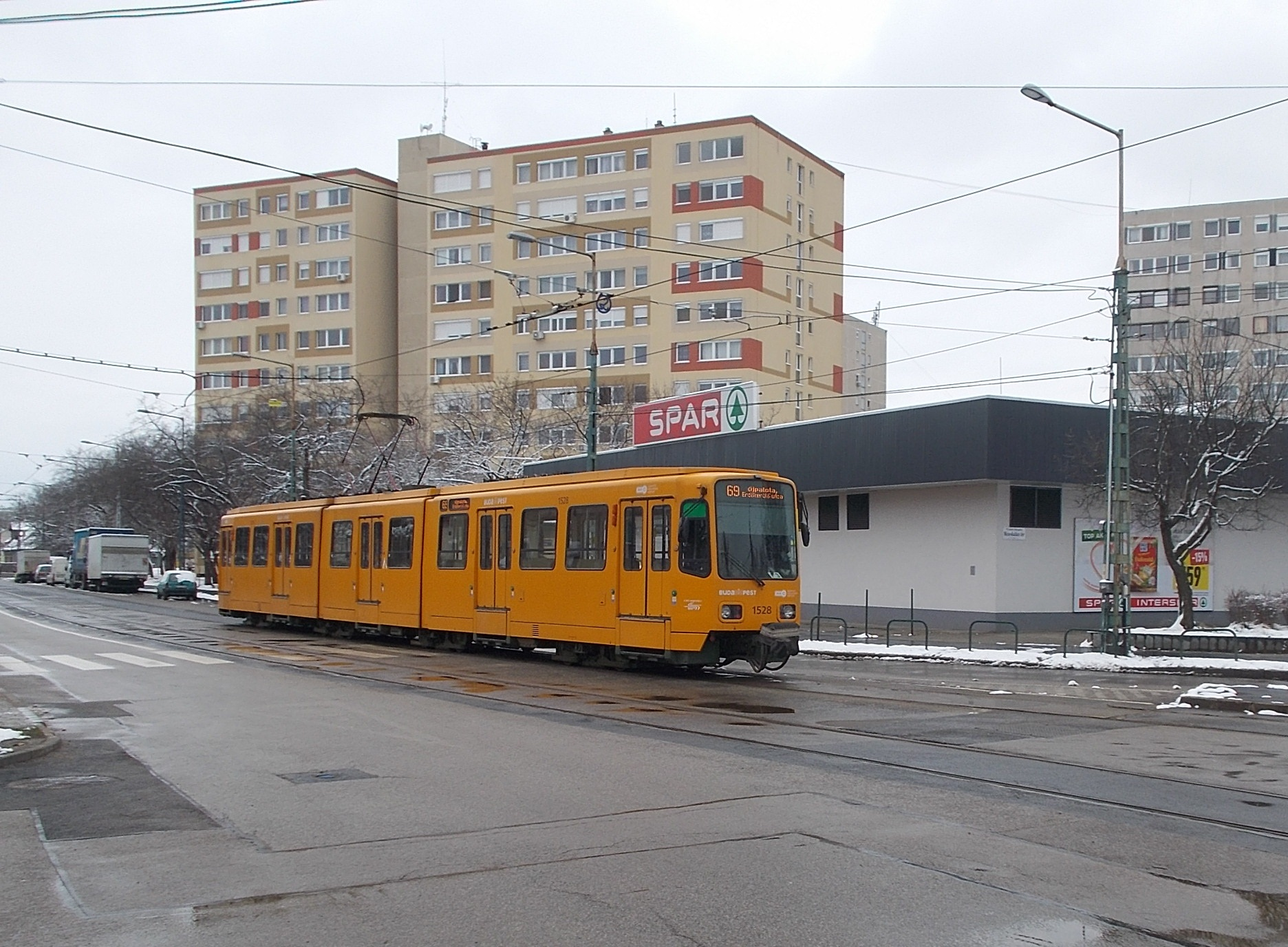
A 69-es villamos a Vasutastelep utcában, a háttérben a Mézeskalács téri lakótelep